# Detlev Martens
Detlev August Martens (* 27. Januar 1847 in Burg (Dithmarschen); † 16. Juni 1905 ebenda) war ein deutscher Arzt und Politiker.

## Leben
Als Sohn eines Chirurgen studierte Detlev Martens Medizin an der Christian-Albrechts-Universität zu Kiel, der Eberhard Karls Universität Tübingen und der Philipps-Universität Marburg. 1865 wurde er Mitglied des Corps Holsatia. 1866 schloss er sich dem Corps Suevia Tübingen an. 1868 trat er dem Corps Teutonia Marburg bei. Nach Abschluss des Studiums wurde er 1869 in Kiel zum Dr. med. promoviert. Am Deutsch-Französischen Krieg nahm er im Sanitätsdienst der Preußischen Armee teil. Danach war er praktischer Arzt in Steinwerder und Burg. Von 1894 bis zu seinem Tod 1905 saß Martens als Abgeordneter des Wahlkreises Schleswig-Holstein 11 (Süderdithmarschen) im Preußischen Abgeordnetenhaus. Er war Mitglied der Fraktion der Nationalliberalen Partei, deren Zentralvorstand er auch angehörte. Er war Kreisdeputierter und Mitglied des Kreisausschusses und Kreistages des Kreises Süderdithmarschen sowie Amtsvorsteher in Burg. Als Sanitätsrat charakterisiert, wurde er 58 Jahre alt.